# Ятай

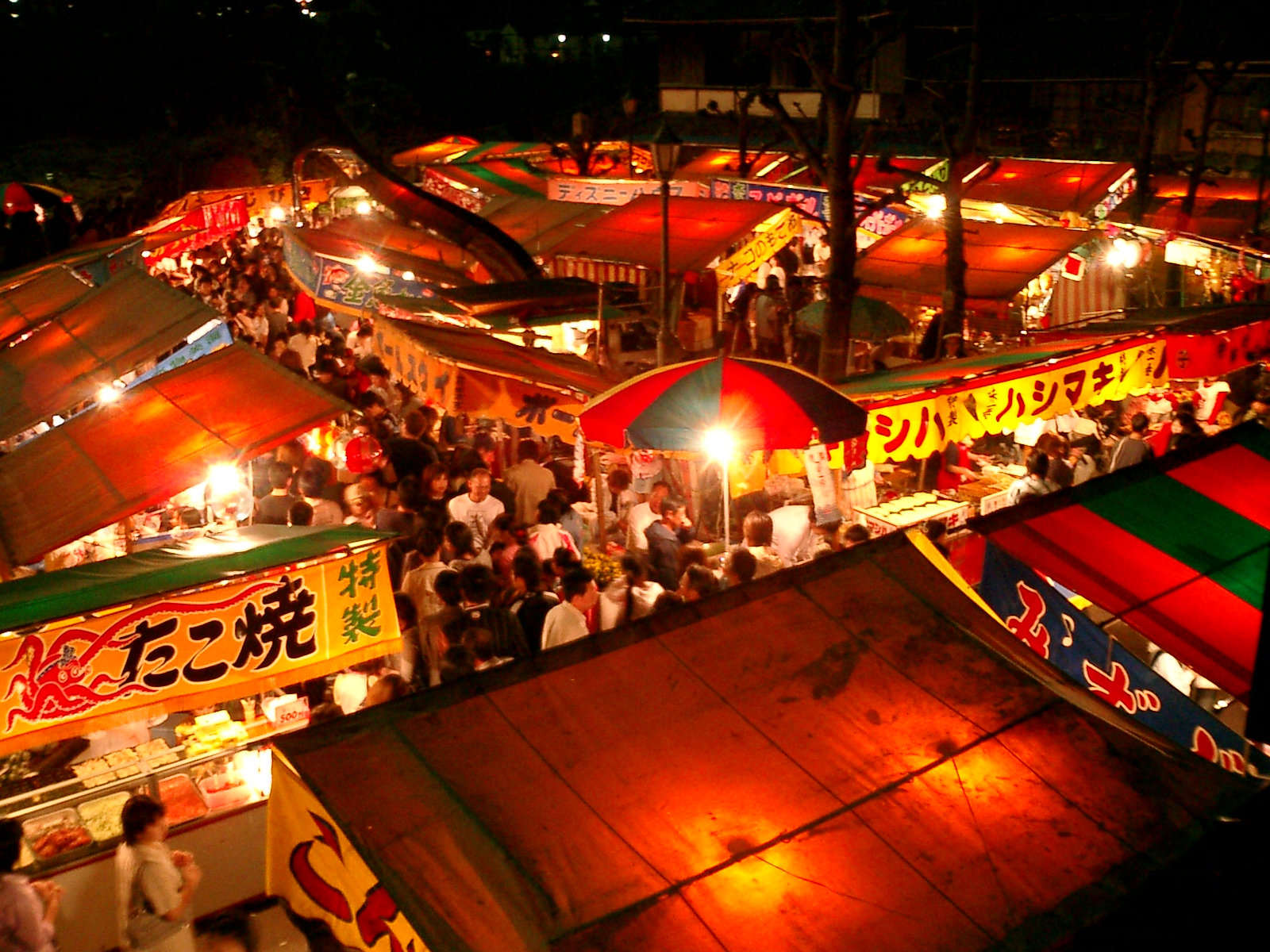
Ятаи на празднике хана-мацури в Като, префектура Хёго.

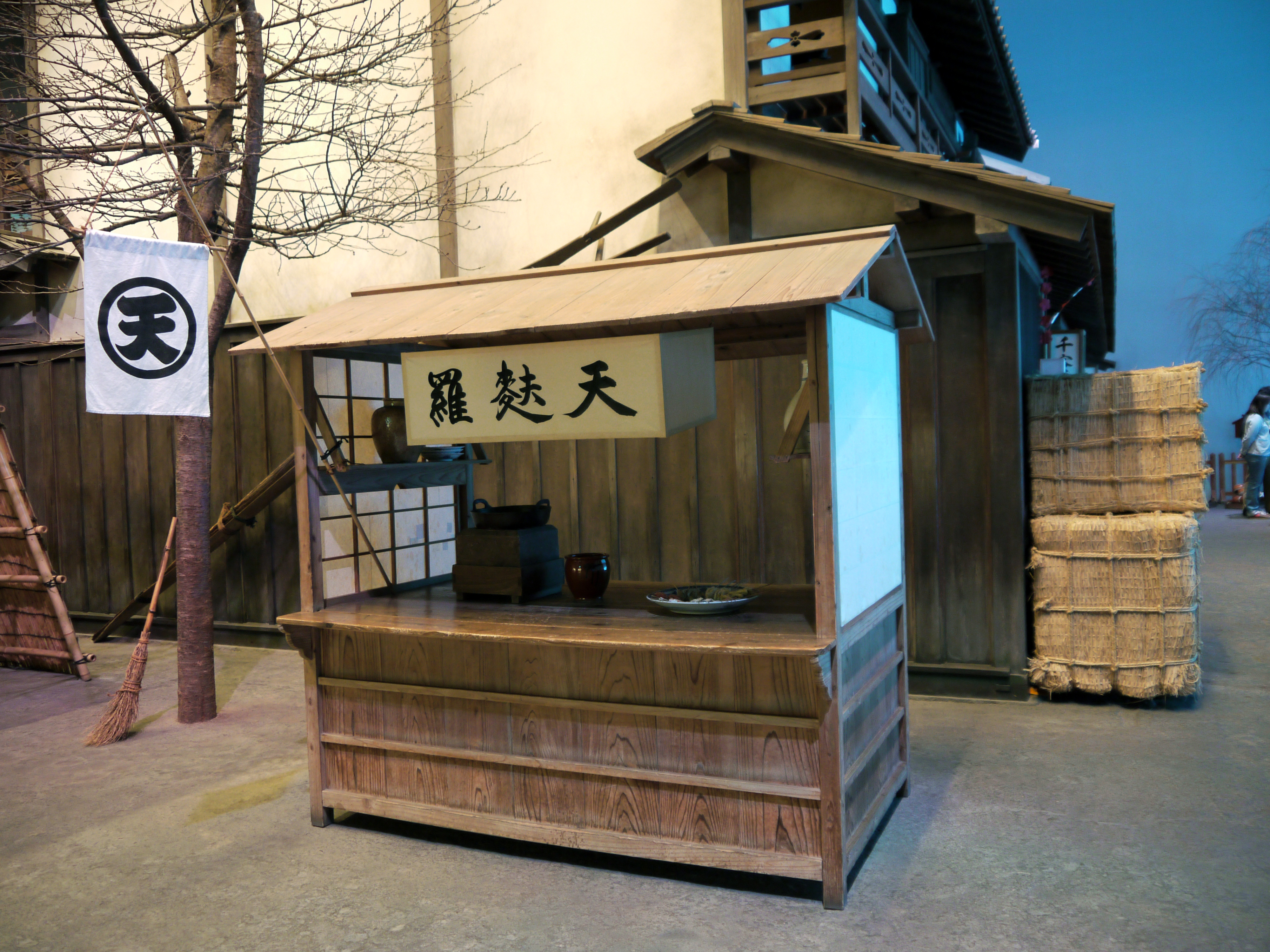
Ятай эпохи Эдо для торговли тэмпурой в музее Эдо в Фукагаве.

Ята́й (яп. 屋台) (букв. «дом на тележке» или «торговля на тележке») — небольшая портативная или полустационарная торговая точка (ларек) в Японии, как правило, продовольственная, хотя тот же термин в самой Японии применяется для портативных стендов для продажи сувенирной продукции и ритуальных колесниц с мини-часовнями на массовых праздниках, а также мобильных пищевых торговых точек в других странах, вплоть до квасных бочек в странах бывшего СССР и Восточной Европы.

## Истоки и современное положение
История ятаев насчитывает несколько столетий, начиная с эпохи Эдо. В пору расцвета этого бизнеса в Японии насчитывалось до четырёх тысяч ятаев. Однако начиная с середины XX века количество ятаев неуклонно падает за счёт ограничительного регулирования, направленного на повышение санитарии, облегчение налогообложения и устранение помех движению транспорта и пешеходов. В частности, с 1962 года было введено лицензирование (не мешающее давним наследственным бизнесам, но достаточно тяжелое для открытия нового), ятаи получили адресную привязку, ограничение по размерам (до 2,5 на 3 метра), с 1990-х было запрещено использовать труд несовершеннолетних и иностранных граждан в такой торговле и т. д. К настоящему времени одним из «островков», сохраняющим относительное обилие ятаев в качестве местной достопримечательности, остается Фукуока, где работают около 160—170 точек, составляющих от четверти до половины общего количества ятаев по Японии.

## Деятельность
В повседневных условиях (не на праздниках) ятай обычно не работает в течение всего дня, а привозится или открывается и начинает работу незадолго до вечернего «часа пик», заканчивая её поздно вечером или после полуночи.
В большинстве своём продовольственные ятаи не торгуют заранее приготовленной едой, а имеют оборудование для её приготовления на месте. Типичный ассортимент продовольственного ятая — горячие блюда японской кухни, особенно быстрого приготовления: рамэн, якитори, якисоба, какигори, такояки, окономияки — однако существуют и ятаи, торгующими западными блюдами. Также в ассортименте, как правило, есть алкогольные напитки — пиво, сакэ или сётю — и могут присутствовать моти и другие традиционные сладости. Помимо этого, многие ятаи предоставляют своим клиентам сиденья, а иногда — и «стены» из циновок или полимерной плёнки, превращаясь таким образом в своего рода мини-закусочные. Наиболее популярные ятаи удостаиваются обзоров наравне с ресторанами.

## В массовой культуре
- В фильме 1960 года «На берегах Тэнрю»[5][6] c Хибари Мисорой в двух главных ролях, вдова и дочь лесопромышленника и лесосплавщика с реки Тэнрю, хозяйство которого было захвачено подстроившими ему «несчастный случай» якудза, вынуждены добывать пропитание при помощи ятая для продажи овощного рагу, якитори и сакэ.